# ゴジラ (2代目)
ゴジラ（2代目）は、東宝映画『ゴジラ』シリーズに登場する架空の怪獣。本項目では、このうち『ゴジラの逆襲』から『メカゴジラの逆襲』までに登場する個体を扱う。

## 概要
前作『ゴジラ』で初代ゴジラが水中酸素破壊剤「オキジジェン・デストロイヤー」によって死滅した直後、山根博士が出現を懸念していた2匹目のゴジラ。形状の違いやストーリー上の矛盾が存在するものの、『ゴジラの逆襲』から『メカゴジラの逆襲』までに登場するゴジラは同一個体とされており、二代目ゴジラと呼ばれることが多い。
また、作品によっては眼を潰されても短時間で回復するなど、自己治癒能力も非常に高く描写されている。強烈な水爆の閃光の記憶から光を憎悪し、光へと向かう性質を持つが、後に克服している。
『怪獣島の決戦 ゴジラの息子』『怪獣総進撃』『ゴジラ・ミニラ・ガバラ オール怪獣大進撃』の3作では、息子とされるミニラが登場する。
同一個体という設定であっても着ぐるみが何度も作り直されており、作品ごとに外見が異なる。そのため、模型化される場合などには登場した作品名や共演した怪獣にちなんだ通称で呼び、区別している。ゴジラもミニラも頭部造形は利光貞三、胴体は八木勘寿、八木康栄による。
スーツアクターは、1作目に引き続き中島春雄が担当し、引退作品となる『地球攻撃命令 ゴジラ対ガイガン』までのほとんどの作品で演じたが、『ゴジラ対ガイガン』では引退作品になるという意識はなく、自然消滅であったという。『キンゴジ』以降は観客へのサービスを意識して擬人化した演技が多くなっていった。中島は、擬人的な表現を面白いと思っていたが、何をやってもいいというわけではなく、メリハリをつけることが重要であると述べていた。
『ゴジラ対ヘドラ』以降はゴジラがダメージを負う描写が増え、『ゴジラ対ガイガン』以降はゴジラの流血が描写されるようになる。特技監督の中野昭慶は、円谷英二の意向を継いで子供に血を見せることを嫌っていたが、東宝の重役から指示されて描写することになったといい、中島もこれには反対であったという。
なお、当時の放射熱線については「放射能火炎」との呼称が定着していた（ゴジラ (架空の怪獣)#放射熱線を参照）が、本記事では平成VSシリーズ以降での呼称「放射熱線」で表記している。

## 登場作品
| 公開年 | 作品                                    | 対戦怪獣                       | スーツアクター                             | スーツ通称                    |
| ------ | --------------------------------------- | ------------------------------ | ------------------------------------------ | ----------------------------- |
| 1955年 | ゴジラの逆襲                            | アンギラス                     | 中島春雄                                   | - 逆襲ゴジラ - 逆ゴジ         |
| 1962年 | キングコング対ゴジラ                    | キングコング                   | - 中島春雄 - 手塚勝巳（補佐）              | キンゴジ                      |
| 1964年 | モスラ対ゴジラ                          | - モスラ - （成虫/幼虫）       | 中島春雄                                   | モスゴジ                      |
| 1964年 | 三大怪獣 地球最大の決戦                 | キングギドラ                   | 中島春雄                                   | モスゴジ                      |
| 1965年 | 怪獣大戦争                              | キングギドラ                   | 中島春雄                                   | - 大戦争ゴジラ - 大戦争ゴジ - |
| 1966年 | ゴジラ・エビラ・モスラ 南海の大決闘     | - エビラ - 大コンドル          | 中島春雄                                   | - 大戦争ゴジラ - 大戦争ゴジ - |
| 1967年 | 怪獣島の決戦 ゴジラの息子               | - クモンガ - カマキラス        | - 大仲清治 - 関田裕 - 中島春雄（海ゴジラ） | - 息子ゴジラ - 息子ゴジ       |
| 1968年 | 怪獣総進撃                              | キングギドラ                   | 中島春雄                                   | - 総進撃ゴジラ - 総進撃ゴジ - |
| 1969年 | ゴジラ・ミニラ・ガバラ オール怪獣大進撃 | ガバラ                         | 中島春雄                                   | - 総進撃ゴジラ - 総進撃ゴジ - |
| 1971年 | ゴジラ対ヘドラ                          | ヘドラ                         | 中島春雄                                   | - 総進撃ゴジラ - 総進撃ゴジ - |
| 1972年 | 地球攻撃命令 ゴジラ対ガイガン           | - ガイガン - キングギドラ      | 中島春雄                                   | - 総進撃ゴジラ - 総進撃ゴジ - |
| 1973年 | ゴジラ対メガロ                          | - メガロ - ガイガン            | 高木真二                                   | - メガロゴジラ - メガロゴジ - |
| 1974年 | ゴジラ対メカゴジラ                      | メカゴジラ                     | 図師勲                                     | - メガロゴジラ - メガロゴジ - |
| 1975年 | メカゴジラの逆襲                        | - メカゴジラ2 - チタノザウルス | 河合徹                                     | - メガロゴジラ - メガロゴジ - |

## 『ゴジラの逆襲』
好戦的な性質で、初代よりも獰猛性が強く、噛みつき攻撃を多く用いる。光に敏感で、怒りの反応を示す。1頭目よりも細身な印象のフォルムで、より素早い動きのように見受けられる。初代と同様に耳があり、大きな背ビレの上から1、2番目は初代に似た形状だが、角度と形状の違いから印象が異なり、3番目からは小さくなっている。初代と同様に尻尾の先端が尖っており、中ほどまで一様に太くなっている。足の4本の指は、親指が短くなり、開いた幅も狭くなっている。
岩戸島にてアンギラスとの初戦を経た後、素早く海中を泳いで移動し、大阪市湾外地域にて発生した大火災に惹かれて大阪に上陸してアンギラスとの再戦に臨み、激戦の果てにアンギラスを倒す。最後は、神子島にて防衛隊のジェット戦闘機群のロケット弾爆撃による雪山の人為的崩落（雪崩）で生き埋めにされ、大量の雪と氷塊の中に沈んで冬眠状態となり、7年間、行方不明となる。
- 本作品がゴジラが別の怪獣と戦う最初の映画である[202]。
- 本作品のみ、放射熱線を吐く際に背びれが発光しない[202][11]。
- 白熱光の描写は、初代と同じく光学合成とシッカロールを併用している[203]。

### 造型（逆襲）
本来の色は初代と同様に不明である。前作公開から半年しか経っておらず、同じ色で基本的に作ろうとしたと思われるが、素材が異なるために色が微妙に異なる可能性がある。
スーツ
着ぐるみ（スーツ）は、新規造形の1体のみ。前作公開から半年で封切りという過密スケジュールも重なり、造形は初代よりも仕上げが粗いと評される。
初代よりも細身で肩幅が広く、首が細く長いのが特徴。アンギラスとの格闘があるため、両眼を正面寄りに向けて作られている。耳が大きめなのも特徴である。ギニョールは歯が大きく外側を向いて反っている。
「怪獣同士の格闘」という描写に際し、中島は自身を採寸して体形に合わせるオーダーメイドを要求したため、胴体を作り、手足を付け足す手法が採られた。動きを確保するためのマチが手足の付け根に設けられており、胴体と手足が別々に作ることで可動域を広げている。ウレタンはまだ用いておらず、内側のクッションは綿の縫い込みで処理されている。ファスナーは製造会社への特注品が用いられた。また、足の裏は厚手のキャンバス地が貼られていたが、大阪城を襲撃するシーンでは、堀から上がる際に足の裏が滑り、堀の中に倒れる。これと中島からの「とんぼを切れるように」との要望から、かかとにゴム靴のヒール部分を入れるようになり、これらの造形手法は以後の定番となった。
アンギラスとのアクションを考慮し、前作の制作時点ではまだ研究段階だった液状ゴムのラテックスをアメリカから取り寄せ、怪獣の表皮に採り入れられた初の作品となった。これにより、スーツの重量は前作よりも徹底的に軽量化が図られたため、初代と比較して非常に柔軟な動きが可能となっている。素材の変更に伴い、塗料も油性から水性に変更された。輪切り構造の尻尾の付け根には自動車用バッテリーが仕込まれ、目や口が有線リモコンによって電動で可動するようになった。
大阪城前の家屋を踏み潰すシーンでは、足のみの造形物を用いて狙いをつけやすくしている。大阪湾の灯台や防波堤を破壊するシーンでは、スーツとは別の尻尾が使用されている。
前作では造形の作業場から撮影スタジオまでリヤカーでスーツを運んでいたが、本作品以降はトラックで行き来するようになった。

その他の造形物
表情のほとんどは、利光の制作による手踊り式の上半身ギニョールが使われている。利光が新聞紙で張り子を作り、これを芯にギニョールを作る現場写真が現存している。このギニョールは、乱杭歯が口の外を向いているのが特徴。白熱光のシーンもすべてギニョールが用いられた。『キングコング対ゴジラ』でも宣伝材料として使用を経て改修され、撮影にも用いられた。『モスラ対ゴジラ』の時点でも、造形の作業場に置かれているのが確認されている。
また、ラストシーンには俯瞰撮影用にぜんまい仕掛けで歩く、1尺サイズ（約30センチメートル）のミニチュア人形も使われた。操演の中代文雄によれば、円谷が買ってきたペンギンの歩行玩具の仕掛けを流用している。

ジャイガンティス（GIGANTIS）
『ゴジラの逆襲』海外版（『GIGANTIS, THE FIRE MONSTER』）の追加撮影用に新造された着ぐるみであったが、企画が中止となったことから、幻の存在となった。
開米によれば、アメリカ人の身長に合わせるために長身の開米が中に入って作られ、完成したスーツは2メートル以上あったという。
現存する資料は2枚の写真のみだが、下半身が太いうえに頭部に耳がなく足の指が3本である点が、のちのキンゴジと共通している。そのため、造型の差異が大きい逆襲ゴジラとキンゴジのミッシングリンクと評される。その後、スーツの消息は明らかになっていない。

## 『キングコング対ゴジラ』
年齢は8歳。目は上目使いの寄り目で、幅広な口は犬歯が目立たなくなり、幅広な首は横から見ると意外と細い。腕は太く逞しくなり、手の甲や指は節くれ立っていて、膝ブロックはひしゃげたようになっている。背びれは中央の列が大型化しており、両サイドは小さくなり、整然とした形の突起となっている。
前作で神子島の雪山の崩落によって氷漬けとなり、北極海へ流れ着いた光る氷山の中にて冷凍冬眠状態となっていたが、氷塊が融解したことによって活動を開始する。氷山を調査しようとしていた国連の原子力潜水艦シーホーク号を撃沈し、ベーリング海峡を南下して北方軍事基地を破壊する。帰巣本能によって松島湾から東北本線沿いに南下して日本本土に上陸して那須高原の中禅寺湖にてキングコングと交戦し、放射熱線で退けて東京へ進撃するが、厚木付近で自衛隊による100万ボルトの高圧電流線に阻止される。それにより、進路を丹沢方面へと変え、帯電体質や放電能力を得ていたキングコングと熱海にて再戦した末、組み合ったまま海へ落下する。キングコングは海上に姿を現すが、ゴジラは浮上することなく生死不明となる。
- 放射熱線は、公開当時は放射能噴出と表記されていた[233]。

### 造型（キンゴジ）
スーツ
円谷英二の指示により、逆三角形のシルエットを持つキングコングに対応して三角形の重量感のある体型に造形された。対決描写のために腕も太くなっている。何度も顔の手直しが行われ、耳元まで口の裂けた横に広い面相になっている。背びれが整った形に簡略化されてやや下に付き、前作まであった耳介も省略され、足の指も4本から3本になり、これは『メカゴジラの逆襲』までのゴジラの基本形となった。前傾するとシワが胸と腹の間に大きく入り、腹部のぽってり感が強調される。尻尾の先端も丸みを帯びるようになり、内側も体表のディテールが省略された。歴代ゴジラスーツの中でも高い人気を誇る。
体色は墨汁で着色したが、付着した土埃や照明のバランスなど撮影時のコンディションやフィルムの発色で茶系と青系に見える。手の爪も太く直線的で、右手の第4指が開いて他の指と離れており、小指には演技者の指が入っていないとも言われる。氷山から目覚めたシーンのみ、爪が白く塗られている。
製造方法自体も、素材の直付けではなく粘土原型から石膏型を作り、ボディはシリコンで成形するものとなった。このゴジラから、ボディーの肉付けや尻尾の造形にウレタンが使われ、格段に弾力性が増して軽量になった。身体のヒダは、ウレタンを手で細くちぎったものを1つ1つ貼り付けて造形している。この方式は、『ゴジラ対メガロ』で新造される着ぐるみまで使われた。
ラジコンによるモーター仕掛けの顎の開閉機構が採用された最初のゴジラでもあり、ギミックの制作は模型電飾の鈴木昶と高木明法が担当した。当初は、外部から有線で操作と電力供給を行っていたが、富士山麓のセットでは遮蔽物がないことから引きの画で顎を動せなかったため、円谷の要望により股の部分にバッテリーを内蔵し、口はラジコン操作するかたちに改められた。この結果、思い切った引きの画でも口を動かすことができるようになり、円谷も喜んでいたという。一方、演じる中島はメカが入ったことで頭が重くなり、バッテリーも股間に位置していたために苦労したという。また、頭上でモーター音が鳴っており、うるさかったと述べている。
目は、透明の塩化ビニール板（ポリエステル樹脂）に黒目を直接描いており、白目部分となる反射板は映像では黄色く映っている。爪もポリエステル樹脂で作られた。
次作『モスラ対ゴジラ』でのプール撮影と、終盤で糸に巻かれて水中へ落ちるシーンにはこのキンゴジスーツが使われている。また、『モスラ対ゴジラ』の半裁ポスターにも、キンゴジスーツが使用されている。
本スーツのメイキング写真は個人のスナップ写真しか存在せず、造型作業時のものは残されていない。

その他
劇中の新聞や遠景シーンでは、関節可動式の二尺サイズのミニチュアが用いられた。このミニチュアは赤く目が光ることもある。ドロップキックのシーンもミニチュアによる操演を絡めたストップモーションで表現された。手踊り式のギニョールは、前作のギニョールを改修したものと、新規に製作されたものが用いられた。
尾で岩石を飛ばすシーンでは、スーツとは別造形の尾を用いている。
アニメーション撮影を行いたいという円谷の要望により、機械工作担当の飯島周次郎がキングコングとゴジラのモデルアニメーション用人形の骨格を制作していたが、可動時にネジが緩んでしまうため、未完成に終わった。

### 撮影・演出（キンゴジ）
劇中で腕を左右に振って音を鳴らす仕草を見せるが、これは当時人気のあったプロレスラー、豊登の十八番の芸を採り入れたものである。監督助手の中野昭慶によれば、子供向けのわかりやすさを意図したものであった。
中島春雄によれば、プールで撮影された北極海を進むシーンは手塚勝巳がゴジラを演じていた。
那須高原にてゴジラとキングコングが対峙する特写スチールが存在するが、劇中ではこのシーンで両者が同じ位置に立つことはない。

## 『モスラ対ゴジラ』
顔は頬が膨らみ凹凸がハッキリとした丸顔になり、眉は白っぽい突起になっている。進撃時には前方に手を向け、脇を締めている。
超大型台風8号が通過した後、倉田浜干拓地の土中から出現する。四日市コンビナートを破壊し、名古屋では名古屋タワーや名古屋城を破壊した。インファント島から静之浦に流れついてきたモスラの卵を襲撃し、卵を守る寿命が残りわずかな成虫モスラと戦って倒す。孵った双子の幼虫モスラ2匹の吐く繭糸で身動きを封じられて海中へ転落し、浮上することなく敗北した。
本作品では3,000万ボルトの超高圧電流を流され、多少のダメージを受けるものの決定打には至らなかった。また、上空の敵と対峙することから、さまざまな角度で熱線を吐いているのも特徴である。

### 造型（モスゴジ）
スーツ
着ぐるみ（スーツ）は新規に造型された。前作に比べて頭部のラテックスが薄く作られ、細身かつ、より動きやすい直立した人型に近い体型となっている。白い「眉毛」のような突起物、ふっくらした頬や口周りなど、全体的に丸みを帯びた顔立ちである。体色も黒に近いものとなった。このスーツが、以降のスタンダード的な造形となる。
円谷の「毎回ゴジラの顔つきが違うのはおかしいだろう」との意見で、このゴジラで頭部の石膏型が起こされた。その後、『怪獣総進撃』までゴジラが新調される際には、この頭部原型から抜いた頭が用いられた。
牙や爪は村瀬によるポリエステル樹脂製となり、円谷にも好評であった。村瀬によると、中島春雄も待機中に爪を鳴らすなど、硬い爪に大喜びだったそうである。ただ、セットを歩く度に爪が摩耗していった。
この作品のゴジラは純粋な悪役として登場し、前作と異なる三白眼で悪役的な顔立ちとなっている。ゴジラの目玉は、半球の凸レンズ状に加工した透明塩ビ板にポリエステル樹脂を充填したものの裏に黒目の瞳を埋めるという手法がとられ、「どの角度から見てもゴジラがこちらを睨んでいる」という鋭い目つきとなっている。
当初、八木はゴジラの胴体を太鼓腹状に造形していたが、利光から「歩けない」と指摘され作り直している。
初登場から名古屋襲撃シーンまで、歩くたびに頬が震える。これは、軟質素材のラテックスで作られた頭部外皮の頬の部分の接合が甘かったためである。雷撃作戦シーンにおける頭部を燃やす撮影のあとには補修が行われ、表皮がフレームに固定されたため、頬が揺れることはなくなった。
この改修を受け、1980年代の各種刊行物において、「本作品ではゴジラの縫いぐるみは2体作られた」とする説が流布されたが、これについて村瀬継蔵は「怪獣の縫いぐるみは各作品に一体しか作る余裕はなく、マスコミで書かれているようなモスゴジやバラゴンの二体説は間違いなのです」と否定している。
本作品以降、海ゴジラと通称されるプールでの撮影用スーツとして前作のスーツが用いられるようになった。

その他の造形物
モスラの卵を襲うシーンでは、尾だけのモデルが用いられた。
モスラ成虫との戦いでは、ギニョール同士による戦いも撮影された。二尺スケールのギニョールは新規に製作されたもののほか、『逆襲』『キンゴジ』のものも流用された。
モスラ成虫に引っ張られるシーンでは『キンゴジ』で人形アニメーションに用いられた二尺モデルの造形物が使用された。

### 撮影・演出（モスゴジ）
モスラとの対比から本作品でのゴジラは悪役として描写されており、凶暴性を強調している。撮影を担当した有川貞昌は、ゴジラから見た人間の弱さや小ささを表現したことを語っている。本作品以降、鳴き声は甲高いものとなった。
本作品では対怪獣戦で初めて敗北する。ゴジラが倒れて悶える描写が多いのも特徴である。モスラ成虫との戦闘シーンでは、ゴジラの動きに合わせて操演スタッフがモスラを動かしている。糸に巻かれて海に落ちるシーンは、スーツアクターの中島春雄が入った状態で撮影された。有川は、糸を少しずつ巻きつけながらカット順に撮影していったため、時間がかかったと述懐している。さらに、演じる中島は翌日も撮影があったが、糸は石油系のためガソリンで溶かしながら落とすしかなく、スーツも水を吸って重くなり苦労した旨を語っている。助監督を務めた中野昭慶は、糸のシンナー系の臭いが強いため、中島もバテ気味であったと証言している。
ゴジラの出現箇所は、「土の中から」という珍しいものである。台本の時点では「干拓地から発見されたゴジラの皮膚」は「前作でのキングコングとの戦いで折れた放射能を帯びた牙」であり、ゴジラは瀬戸内海の埋立地から出現して姫路城を破壊する予定だった。中島はスーツに入った状態で土に埋められ、送気用ホースで呼吸をし、本番では足に結んだロープで合図を行った。体を揺すって土を払う動作は中島のアドリブによるものである。撮影時に中島は30分近く埋められたままであったといい、中野は身震いするアドリブも含めた中島の演技や、それをカメラで的確に捉えた有川の撮影技術を高く評価している。
名古屋城を破壊するシーンでは、破壊用ワイヤーの操演に失敗し、撮影し直している。そのため、ゴジラが倒れ込んだカットと次のカットでは、城の破壊された状態が異なっている。
コンビナートの上陸シーンや名古屋襲撃シーンでは、俳優や実景との合成を多用している。
白熱線はオプチカル合成で表現されており、シッカロール噴霧による表現は行われていない。
海外版では、ゴジラがアメリカ連合艦隊からの砲撃を受けるシーンが追加されている。同シーンの撮影は浜松で行われた。

## 『三大怪獣 地球最大の決戦』
夏のような暑さの冬季に、クジラの群れを追って太平洋上に出現。海中から突然出現して大型客船の寿山号を放射熱線で破壊した後、横浜港から上陸し、阿蘇山から復活したラドンが上空を飛来していたことから敵愾心を燃やして箱根方面へと移動して富士裾野で戦うが、モスラの介入で引き分けとなる。キングギドラの出現に際してはモスラから共闘を持ちかけられるものの、最初はラドンとともに拒否する。しかし、モスラの危機を見かねてラドンとともに参戦すると、キングギドラを宇宙へ撃退する。
放射熱線は白熱光のみであり、キングギドラとの戦いでは使用しない。
海で数頭のゴンドウクジラが泳いでいる背後にゴジラが出現するという、ゴジラの食性を類推させる描写が盛り込まれている。

### 造型（三大怪獣）
スーツ
着ぐるみ（スーツ）はモスゴジと同一だが、頭部が改修され、若干柔らかい顔つきになっている。着ぐるみの流用は、ラドンやキングギドラを新規に造型したために手が回らなかったためとされる。
眼球は木製のものに付け替えられ、リモコン操作で左右に動くよう改造されており、その際にキングギドラの巨大感を強調するためにつけ直した頭が少し上向きになっている。背びれもラテックスで作り直された。スーツは本作品から従来よりもさらに軟質な素材に変更されたため、アクションの幅が広がっている。
海からの登場シーンでは、海用のスーツは用意されずモスゴジのスーツが用いられており、水を吸うと劣化する素材のため、水関連のシーンはクランクアップ直前に撮影が行われた。
本作品以降、着ぐるみを流用することが多くなった。
撮影後のスーツ
撮影後、このゴジラは都内や名古屋の百貨店、大阪球場などでのキャンペーン巡業に使われた。「初めて生のゴジラを見られる」と集まった観衆で大盛況の様子が、映像や写真資料に残されている。この際の演技者は中島春雄で、補佐として造形スタッフの開米栄三が付いた。この巡業の際に、表皮のひだ（ウレタン製）を記念にむしって持ち帰るファンが多く、これは以後の再出演した作品に見られる「ひだの流れの狂い」の原因となった。
本作品で使用したゴジラのぬいぐるみは、デパートでの屋上アトラクションに用いられた後、1965年（昭和40年）に円谷特技プロに貸し出され、TBSの特撮テレビドラマ『ウルトラQ』（1966年〈昭和41年〉）に登場する怪獣ゴメスに改造された。改造は井上泰幸や開米らが行った。
さらに返却後には元に戻され、1966年5月に上野赤札堂デパートで開催された「怪獣展」で、頭だけ『怪獣大戦争』（1965年）のゴジラのものとすげ替えられ、展示された。その後、同年8月には再び円谷特技プロに貸し出され、TBSの特撮テレビドラマ『ウルトラマン』（同年）で開米によって怪獣ジラースに改造された。

その他の造形物
本作品におけるゴジラの熱線は、海上のシーンで光学合成された箇所を除き、2尺サイズのギニョールを使っての霧状スプレーで表現されている。
新規に3尺サイズのスーツとの形状との差異が小さい3尺サイズのギニョールモデルが造形され、ラドンとの激突シーンなどで使用されている。目を動かすことや口の開閉もでき、箱根から富士山にかけての遠景シーンにも使用されている。以前よりも振り向く際の動作が自然に行え、上を大きく向く動きもスムーズになっている。
振り回す用の尾だけの造形物は、村瀬継蔵が制作した。

### 撮影・演出（三大怪獣）
光線の打ち合いではストーリーが単純化し合成も大変になるとの判断から、円谷はゴジラに放射熱線を吐かせることをやめ、プロレス技や岩を投げるなどの戦い方を描写した。キングギドラの引力光線をくらって両手で股間を押さえるなど、コミカルな描写も多い。スーツアクターの中島春雄は、キングギドラがワイヤーで吊られて自力では動けないため、ゴジラとキングギドラとの戦いはぶつかって跳ね飛ばされるなど、一人芝居状態で苦労したと述懐している。また、岩を投げる動作は、動きやすくなったスーツと自身の身体の柔らかさがあってできるものだったと述べている。
本作品では、従来の凶暴な怪獣としてのゴジラではなく、怪獣たちとの絡みではふてくされたりするなど擬人化された描写が多い。監督の本多猪四郎は、小美人が怪獣たちの通訳を行うシーンでゴジラを擬人的に描写することに否定的な考えであったが、割り切って演出したと述べている。会談中でのゴジラが座っている様は、休憩中の中島の姿がモデルとされる。
脚本の第1稿では、正義の怪獣となる布石として、ゴジラが麻薬密輸団の船を沈めるシーンが存在していた。決定稿では、ゴジラが横浜マリンタワーを破壊する描写も存在したが、完成作品ではキングギドラの引力光線によりタワーが破壊されるという展開に改められた。

## 『怪獣大戦争』
顔は丸顔で肉厚になっている。頑強な岩壁のような表皮となり、大きめの双眸に変化する。
明神湖の湖底で眠っていたが、X星人に怪物01（ゼロ・ワン）と呼ばれてラドンとともに円盤から放射されたバリアーで球状の電磁膜で確保されて木星へ輸送され、第13惑星のX星でキングギドラと戦わされる。その後、X星人円盤の特殊な電磁波によってコントロールされてキングギドラやラドンとともに地球で暴れるが、防衛軍のAサイクル光線によってその洗脳が解かれて自我を取り戻したあと、ラドンとともにキングギドラに体当たりを仕掛けて宇宙へ撃退する。最後はラドンとともに海へ沈み、消息不明になる。

### 造型（大戦争）
スーツ
着ぐるみ（スーツ）は新規造形。『モスラ対ゴジラ』の製作時に起こされた石膏型から、ラテックスで抜いた頭がベースに使われている。オガ屑を叩いたガサガサした質感を眉部分にも顔の他の部分と同様に加えられるようになっている。下腹部のひだが下方へ縦一直線に流れている点が、前作までのゴジラとの大きな違いである。また、モスゴジよりも腰が太く、尾が短くなっている。
瞳にオレンジ色の縁取りがされており、中心にも白い点が書き込まれているうえ、リモコンで眼球が左右に動く際のアクセントになっている。舌にはエバーソフトをそのまま用いている。
アクションのために軽量化が図られたスーツは約40キログラムとなり、「シェー」などの軽快なアクションが可能となった。中のアンコは動きやすくするために減らしたのか、タプついて肉薄な感じがある。以前よりもボディの表面処理がやや簡略になり、ヒダの流れも単純になっている。腹と胸の境界もなくなり、寸胴になっている。足全体は膝部分も含めて同一のヒダの表現になり、膝ブロックは明確でなくなった。足首は太くなり、太ももも細くなったことで棒のような足になっている。少し足の指の間が狭くなり、足自体の幅も細くなっているため、より歩きやすくなっている。中島は、非常に動きやすくなったが、怪獣らしさを出すには軽すぎてはいけないと述べている。
本作品撮影後、大戦争ゴジの頭部を切り離してモスゴジの胴体に移植したものが上野赤札堂で展示され、それに襟巻きを付けて『ウルトラマン』のジラースに改造された。これらの改造は、井上泰幸や開米栄三らによって行われた。2025年時点で現存が確認されている最古のゴジラ頭部は、このスーツのものと推測されている。

その他の造形物
本作品ではギニョールは用いられていない。
X星を去る富士たちの視点には両腕が動く2尺モデル、上空の視点からのカットでは、1尺のゴジラが使用された。
本作品に合わせて3尺サイズの足の大型ミニチュアが作られ、農村部の民家の破壊シーンなどの細かいカットに使われている。この足の造形物は、『ゴジラ』（1984年版）や『ゴジラ・モスラ・キングギドラ 大怪獣総攻撃』（2001年）など長きに渡って用いられ、その後もイベントで展示されるなどしている。

### 撮影・演出（大戦争）
本作品で初めて、宇宙でのゴジラの戦いが描かれた。撮影を担当した有川は、広大な宇宙で怪獣の巨大感を出すことは難しいため、寄りの画作りが主となり、表情もユーモラスなものを撮っていたことを述べている。
脚本第2稿では、ゴジラは河口湖から出現し、警備隊と交戦しながら山中湖方面へ進行し、X星人の円盤から放たれた光線で凍結するという描写になっていた。湖から引き上げられるシーンでは、ピアノ線だけでは吊り上げられないため、水底にパイプを組んで油圧で押し上げている。
本作品の撮影期間中には、多摩動物園のチンパンジーとライオンの子供をゴジラに対面させる実験も行われた。
ゴジラのシェー
勝利したゴジラが、当時大流行していた漫画『おそ松くん』のイヤミが得意としていた「シェー」のポーズを披露する。円谷英二のもとで監督助手を務めていた中野昭慶の回想によると、このアイディアは当時の撮影所長の発案であったという。しかし、円谷を含めた現場のスタッフには明確に「シェー」がどんなポーズなのかを知る者がおらず、実際の映像では「何度も跳び上がりながら右手を上にしたり左手を上にしたりを繰り返す」ものとなった。中島は、悪ければカットすると告げられていたが、受けが良く円谷も喜んでいたと述懐している。
このシーンでゴジラが初めて操演で吊り上げられた。中島は、同年に制作された『フランケンシュタイン対地底怪獣』でのバラゴンを吊り上げた技術の応用であったと証言している。
映画の宣伝材料には、ゴジラに加えて宝田明、ニック・アダムス、水野久美、沢井桂子らがそろって「シェー」をしている写真も使われた。『おそ松くん』が連載されていた『週刊少年サンデー』1966年第2号では、ゴジラのシェーが表紙を飾り、出演者らのシェーが巻頭グラビアにも用いられた。後の『怪獣総進撃』でも「シェー」を行う宣伝用スチールが撮影された。シリーズの常連俳優である高島忠夫は、ゴジラがシェーを行ったことが最も嫌だったと述べている。
海外では「シェー」は知られていなかったため、「Victory Dance」とアメリカのファンの間では呼ばれていた。

## 『ゴジラ・エビラ・モスラ 南海の大決闘』
レッチ島の崖の壁面からのみ出入りが可能な巨大洞窟の奥で眠っていたが、身を隠すために避難してきた吉村たちの一計により、崖の上に放置されていた刀を避雷針に誘導された落雷の電気エネルギーが銅線を通じて嵐の中でそのショックで覚醒する。エビラとの初戦では、熱線を硬い体に跳ね返され、水中に引きずり込まれるも激闘を経てエビラを撃退する。急襲してきた大コンドルを倒してエビラと再戦し、ハサミを喰いちぎって勝利する。さらにモスラにも戦いを挑むが、チョップで追い払われる。秘密結社「赤イ竹」がエビラによって全滅させられ、さらわれた人々がモスラによって救出されたあとはレッチ島に孤立し、「赤イ竹」秘密基地の核爆弾による島の自爆に巻き込まれるかと思われたが、人々の声からそのことを悟って海中へ脱出し、いずこかへ去る。
劇中では、人類の敵でも味方でもない中立の悪気がない存在であると語られており、インファント島の女性、ダヨに興味を示すなど親近感を感じられる存在として描かれている。

### 造型（南海）
スーツ
着ぐるみ（スーツ）は、ジラースに改造されていたものから頭部を元の大戦争ゴジの胴体につなぎ直したもの。歯並びも悪く、やや頭部の付く角度が浅くなって上を向き、水に入っての撮影に対応するためか、動きやすさを重視して中のウレタンを減らして肉抜きしていることから、撮影終盤では皮のダブつきが大きくなり、腕を上げると横に体が広がる。このゴジラは、海用ゴジラとして次作から『ゴジラ対ヘドラ』まで使用された。
加山雄三を真似るシーンでは、スーツの可動域の関係から、ギニョールの併用も考慮され、上半身のみのギニョールを用いているスチールも存在するが、撮影では別のスーツの腕が併用され、ギニョールのカットは未使用となった。

プール用スーツ
プール撮影用には、『モスラ対ゴジラ』で作られ、『三大怪獣 地球最大の決戦』で顔を改造したゴジラが使われている。ゴメスを経て、胴体のみがジラースとなり、再び頭を元に戻して本作品で使用され、これが最後の出演となった。本作品以降、1作品前のスーツを海用ゴジラとして用いるパターンが定着し、平成VSシリーズまで慣習化していた。
この水中撮影用のゴジラには、腹部のウレタンをくり抜いて10キログラムサイズの酸素ボンベが仕込まれ、中島春雄はマウスピースをくわえて水中演技を行っている。特撮プールに移動台車を沈めておき、これにつかまって水中で待機した。しかし、猛烈な水圧がかかったためにマウスピースが外れかけ、毎回とも命懸けだったという。また、この撮影で中身のウレタンが水を吸い、撮影期間中は乾いていたことがほとんどなかったという。当時は寒い時期であり、朝の9時から夜8時ごろまで、1週間以上かけて行われた。

### 撮影・演出（南海）
もともとは『ロビンソン・クルーソー作戦 キングコング対エビラ』として企画された脚本を流用した作品であるため、キングコングのような人間的な仕草が目立つ擬人的なキャラクターとなっている。監督の福田純は、初めてゴジラ作品を担当したこともあり、色々と試行錯誤を行ったと述べている。
本作品で初めて、怪獣同士の本格的な水中戦が描かれた。水中シーンは、実際の水中での撮影とセットでの疑似水中を併用している。ゴジラを演じた中島春雄は、スキューバダイビングに長けおり、特技監督補の有川貞昌にも指導した。シーンによっては、中に人が入っていないゴジラを水中に入れて撮影している。
岩場から水に入っていくシーンでは、大股で勢いよく進むことで水の抵抗を減らしている。崖から飛び降りるシーンでは、思い切って飛び込んだ後は一旦沈んでからスーツの浮力で浮かび上がってしまい、中島はスタッフが助けに来るまで辛抱していたという。
中島は、ゴジラが岩を投げる描写は、首が邪魔になり画にならず、腕の使い方も不自然になるためあまり好んでいなかったが、エビラとの岩の応酬は合成も含めてうまい画になっていたと述懐している。
レッチ島での対大コンドル戦後には鼻を人差し指でこするが、これは加山雄三の「君といつまでも」に出てくる歌詞のせりふ、「シアワセだなぁ」の際に取る行動の真似である。中島は、円谷からの要望であったと証言している。事実上の特技監督であった有川は、監督としての使命感から自身に抵抗はなかったが、周囲からは前作でのシェーに猛反対していたにもかかわらず同じようなことをやったことを揶揄する声もあったという。

## 『怪獣島の決戦 ゴジラの息子』
非常に縦に長い顔は眉が大きく盛り上がっており、眉が頭頂部より高い。ダブついた足はくびれが太ももにある。
ゾルゲル島に産み付けられた同族と思われる卵が出した助けを呼ぶ脳波に誘導されてゾルゲル島近海に向かい、実験隊のキャンプを破壊して、生まれたばかりのミニラを保護し、赤い熱い沼付近を住処に、ミニラに咆哮や放射熱線の吐き方などを教育する。カマキラスやクモンガと戦い、クモンガには右目を毒針で潰されるが、親子2体で放射熱線を放って勝利し、まもなく右目は回復する。最後は、シャーベット計画の実験による降雪によってミニラとともに冬眠する。

### 造型（息子）
スーツ
着ぐるみ（スーツ）は新規造形。ミニラとのスケール対比のため、初代以来となる粘土原型が制作された。
他の作品に比べ柔和な顔つきをしており、上まぶたがあるのも特徴。中島春雄は、このスーツの顔は縦に長くあまり好みではないと述べている。
ミニラとの対比を強調するため、着ぐるみは若干大ぶりに作られ、身長を稼ぐために少し面長で首が長くなで肩である。背びれの形も、このゴジラ独特の曲線的なものとなっている。従来の形態から大きく変化した造形に対して否定的な意見も見られる。
後年の『地球攻撃命令 ゴジラ対ガイガン』では、プール撮影用として使われた。このゴジラの写真や映像は、アメリカのロックバンド「ブルー・オイスター・カルト」のアルバム『ゴジラ』のレコードジャケットや、大リーグでの松井秀喜の出場時の電光掲示板に使われており、アメリカではかなりメジャーなゴジラ像のようである。
プール撮影用には、『怪獣大戦争』のゴジラが使われた。メインスーツに近づけるために、頭部に手を加えている。

### 撮影・演出（息子）
スーツが大きくなったことに伴い、これまで一貫してゴジラ役を務めた中島は小柄ゆえに補佐に回り、大柄な大仲清治がメインを演じている。大仲の起用について、中島は円谷から直々に来たという。ただ、不慣れな大仲の動きの悪さについては、中島も苦言を呈している。歩く際に内股気味になっている点が、大仲の演じたゴジラの特徴である。その後、撮影中に大仲は負傷して降板し、関田裕に交代した。大戦争ゴジラを流用した海上シーンのみ中島が演じた。
特技監督の有川貞昌は、クライマックスのゴジラとミニラが眠りにつくシーンはこだわったと述懐しており、合成スタッフとして参加していた川北紘一も有川の優しさがにじみ出た秀逸なシーンであると語っている。監督の福田純も父性をイメージしたといい、自身の息子に対する想いも投影されているかもしれないと述べている。
劇中で熱線を吐くシーンは3回のみである。

## 『怪獣総進撃』
正面からは吊り上がった鋭い目つきの顔で、口の幅が歯列に対して広く、歯茎が目立っている。基本は脇を開いて肘を上げた構えとなっている。背びれも小振りな形になり、短い突起に尖った先端は前向きのアールを描いている。意外と太ももは太く、足はさらに小さくなっている。
小笠原諸島にある国連が造った孤島の怪獣ランドで平和に暮らしていたが、キラアク星人に特殊な操縦装置を埋め込まれてコントロールされてニューヨークや東京第一地区を襲撃する。キラアク星人の基地を守り、防衛軍の戦車隊を粉砕して、隊員たちを威嚇していたが、国連によって意識を取り戻すと、富士裾野で怪獣たちと協力し、キングギドラを倒す。さらに富士裾野にあるキラアク星人の基地を破壊したあと、怪獣全員で怪獣ランドへ帰還する。
本作品以降、放射熱線の青みがやや増している。

### 造型（総進撃）
スーツ
着ぐるみ（スーツ）は新規造形。モスゴジの頭の石膏型から作られた最後のゴジラである。まぶたの部分にオガ粉を混ぜたラテックスでいががつけられ、喉元のたるみが省略されている。頭部は大きく、より人間的な体型となっており、ヒーロー性を反映したものとなった。コンパクトになった胴は、足が長くなり、中の役者と付け根の位置が近くなったため、股間に隙間がなくなっている。
この着ぐるみは、『地球攻撃命令 ゴジラ対ガイガン』まで使われた。単一の着ぐるみの使用期間および登場作品数はゴジラとして最多である。これについて書籍『ゴジラ大全集』では、予算の都合のほか、着ぐるみの耐久性の向上があるものと考察している。
海上シーンや国連ビルを襲撃するシーンなどのプール撮影には、『怪獣大戦争』で作られ、傷みのためか、頭部を改修したゴジラが使われた。
富士山麓のシーンでは2尺ほどのミニチュアを使用している。

### 撮影・演出（総進撃）
中島は、怪獣が多いため殺陣をつけるのに苦労したといい、キングギドラとの戦闘シーンではアドリブも多かったという。
東京のシーンでは、ゴジラとマンダが絡み合う場面も撮影されていたが未使用となり、1986年に発売されたビデオ『東宝特撮未使用フィルム大全集』で初公開された。

## 『ゴジラ・ミニラ・ガバラ オール怪獣大進撃』
一郎少年が製作したガラクタのコンピューターによって夢想した世界に最強の怪獣として登場。ガバラにいじめられるミニラにスパルタ教育を施す。ミニラの頭脳に敗れたガバラの不意打ちを受けるが、一本背負いで返り討ちにする。
- 夢に登場ということもあり、ミニラの頼もしい父親として描写されている[402]。撮影は一班体制で行われたため、監督の本多猪四郎は初めてゴジラを直接演出した[403]。
- スーツは前作の流用で[出典 141]、頭部のみであったオガ粉の処理が全身に施された[出典 142][注釈 65]。これが利光および八木兄弟が最後に手掛けたゴジラとされる[404][408]。同作品では海のシーンがないため、海用ゴジラは用いられなかった[406]。
- 中島は、流用映像が多かったこともあり、本作品についてはあまり憶えていないと述べている[409]。

## 『ゴジラ対ヘドラ』
矢野博士の息子である矢野研の望みに応えるかのように出現し、ヘドラに立ち向かう。冬の日の霧の夜に富士市の工場地帯に上陸したヘドラを海に撃退する。しかし、戦うたびに強大になっていくヘドラのヘドリューム光線や硫酸ミストなどの攻撃に苦戦し、その過程で全身がヘドロまみれになり、ヘドロ弾によって左目を潰されたうえ、体液に焼けてヘドラにパンチした右腕も白骨化するほど溶かされる。最終的にはヘドラの弱点を見つけた自衛隊の隊員たちと電極板を利用し、協力して倒す。
飛行形態になって逃げるヘドラを追う際には、放射熱線を応用して空を飛んでいる。

### 造型（対ヘドラ）
スーツ
着ぐるみ（スーツ）は『怪獣総進撃』で作られた着ぐるみを流用している。経年劣化により、だいぶディテールが短くなっており、表面の凹凸が摩耗しており、相対的に手足も細くなっている。ヘドロによるダメージ描写では、四塩化チタンを用いて発煙させている。
プール撮影や港に上陸するシーンなどでは『怪獣大戦争』のスーツ（『ゴジラの息子』以降の海用）が用いられたが、有機ガラスなどを使ったヘドロまみれになるシーンで修復できないほどの大ダメージを受けたため、これが最後の使用となった。

その他の造形物
「空を飛ぶゴジラ」には大戦争ゴジの1/3サイズのギニョールが用いられ、口からの放射能噴射にはフロンガスが用いられた。その他のシーンでも複数のギニョールが用いられており、いずれも過去作品からの流用とされるが、損傷や修復の跡が多いため、判別が難しいものとなっている。中野は、過去に制作したロング用の小型ミニチュアを用いたと証言している。

### 撮影・演出（対ヘドラ）
『怪獣大戦争』以降のゴジラは人間たちの味方に等しく、本作品以降はヒーロー性がより顕著になっていくが、本作品ではヘドラを倒したあとに公害の原因となった自衛隊ら人間たちに罪深さを認識させるかのように睨んで威圧するシーンがあるなど、環境破壊に対する怒りしか感じられず、公害を憎む存在として徹頭徹尾描写されている。
スーツアクターの中島春雄は、ヘドラのスーツが重くて動きづらいため、ゴジラが動いて芝居を行う必要があったと述べている。前に右腕を出して、「来い！」と言わんばかりに招くかのように動かすのは、中島が個性を出すために考えた動きである。
放射能は『総進撃』以来にやや青みがかった表現になっており、吐く際には前に両腕を力強く突き出すようなアクションを伴うなど、子供向けを意識し勢いを演出している。
毒ガスに苦しむゴジラが倒れる動きは、柔道を得意とする中島が受け身を応用している。スモークを炊いたシーンでは、中島はタオルを口にしっかり巻いてスーツに入っていたが、撮影後はタオルが真っ黒になっていたという。
富士山麓の最終対決では、ジャンプキックをヘドラに向かって炸裂させるが、特写時のスチールのみで、本編では最終的にカットされている。
ゴジラの飛行
本作品のみ、両腕を水平にし、放射熱線を地面に吐いて浮上し、それを推進力に後ろ向きに高速で空を飛ぶシーンがある。また、ヘドリューム光線を防ごうとする際にウルトラマンのスペシウム光線の構えをするカットがあるほか、ゴジラがピアノ線で吊られて仮面ライダーのライダーキックのごとくヘドラにキックをするシーンも撮られたがカットされ、特写スチールのみ公開されている。特撮監督の中野昭慶は、東宝チャンピオンまつり時代は常に子供たちが驚くようなアイディアを考えていたと述べている。
飛行時の形状が『怪獣大戦争』でX星人により宇宙へ連れ出された際の姿に類似していることから、資料によってはこれがきっかけとなって飛行能力を得たと記述している。

## 『地球攻撃命令 ゴジラ対ガイガン』
M宇宙ハンター星雲人の磁気テープ「アクション2」の音波をキャッチして侵略を察知し、アンギラスを相棒として、キングギドラやガイガンと戦う。接近戦で強力な武器を用いるガイガンとゴジラタワーの放つ光線に苦戦するが、小高源吾たちの活躍でゴジラタワーが破壊され、コントロールから離れたキングギドラとガイガンは互いを誤って攻撃したことから、喧嘩に発展する。その隙を突いてアンギラスとの連携で形勢を逆転させ、キングギドラとガイガンを宇宙へ撃退する。

### 造型（対ガイガン）
スーツ
着ぐるみ（スーツ）は引き続き『怪獣総進撃』からの流用。片手は、前作でのヘドラによる骨化表現が残ったままになっている。
新たにまぶたを閉じるギミックが設けられたが、頭部の内部装置をメンテナンスした際に切り開いた表皮を張り合わせたため、後頭部にひだが生じている。
腹周りと右太もものひだの狂いが著しく、さらには劣化した表皮の補修のためにおが粉を混ぜたラテックスによる化粧直しが施され、全身のひだがいがに埋まっている。背びれには再塗装が施された。
海のシーンのゴジラの着ぐるみには、『怪獣島の決戦 ゴジラの息子』のゴジラのメインスーツが流用された。

### 撮影・演出（対ガイガン）
本作品以降の昭和シリーズでは、ゴジラが正義の味方・地球の代表として侵略者の操る怪獣と戦うというパターンとなる。また、初めて敵味方2体ずつのタッグマッチとなった。
本作品のみ、アンギラスと吹き出しで会話するシーンがある。海外版では、吹き替えで表現された。
熱線を吐くシーンは、冒頭のみが新撮で、それ以外は前作からの流用である。
撮影中、特撮ステージに見学にきた子供たちにゴジラがサンタクロースの格好をしてプレゼントを配った。

## 『ゴジラ対メガロ』
頭部は後部が張り出していて四角い印象で、下顎が厚く、口のラインが波打っている。首の前面が他の体の部分と同様にヒダで覆われている。手首まで腕が全体に太い。体表のモールドは白っぽく大きめのものがところどころにある。背びれは肉厚になり、全体が銀色になっている。尻尾は尻からまっすぐ下に生えている感じで付き位置が低く、先端がかなり太い。足裏はディテールがなく、平らになっている。
ジェットジャガーに招聘されて怪獣島から一気に日本本土まで泳ぎきって出現。宇宙から海底王国が呼び寄せたメガロやガイガンと戦い、2体の撃退に成功する。
引き抜いた大木を武器にするという、人間のような行動が目立った。
- この時期のゴジラは「成長したミニラ」で、ゴジラになって日が浅いという説もある[434][435]。
- 公開時のポスターには、『南海の大決闘』時のゴジラの写真が使われている。

### 造型（対メガロ）
スーツ
スーツアクターの交代により新造された。造形は安丸信行が担当し、彼による初のゴジラとなった。
それまでのゴジラに比べて幼い柔和な顔つきで、大きな目と湾曲した口が特徴。細かく虹彩が表現されている。安丸は造型はかなりアレンジしたと述べているが、一方で原型では顔は小さかったが、撮影の間に目元のゴムが劣化して目が大きく見えてしまったという。また、口を閉じた時に牙が見えないよう唇を盛っていったところ、大きくなってしまったとも述べている。一方、特技監督の中野は、哀愁と可愛さを表現するため、造形部に三白眼は避けるよう指示していたと語っている。中野の指示で白目が少ないものとなった。額が広く突き出ており、安丸が手掛ける怪獣独自の特徴とされる。
目玉、口とまぶたがラジコンで開閉する。手にものを持つ描写が多いため、特技監督を務めた中野昭慶の依頼で従来より掌を薄く作られている。爪も小さくなっており、人間の手に近い形状となっている。体色は、腹部が明るめのグレーで、背中にかけて茶色を混ぜつつ背面は黒くなっている。背びれは、先端だけでなく中列部がほぼ全体にシルバーの塗装が施されている。造形面から厳しい評価も多いが、製作陣はのちに「作り方は以前と変えていない」とコメントしている。爪はポリ素材、背びれはラテックス製。
この着ぐるみは、特撮テレビドラマ『流星人間ゾーン』（東宝、日本テレビ）にも使用されている。2014年時点で本スーツの頭部原型からテスト抜きしたものが現存しており、複製が制作されている。

その他の造形物
海用ゴジラには、着ぐるみではなくカポック製のギニョールが用いられた。

### 撮影・演出（対メガロ）
本作品は、当初ジェットジャガーをメインとして企画されていたため、ゴジラの出番は客分となっている。
殺陣は時代劇を意識している。当時に流行していた時代劇『木枯し紋次郎』の主人公、紋次郎のように電柱を長楊枝のようにくわえたり、「おひけえなすって」のポーズをとるなどのスチールがパンフレットや宣材に使用されているが、これらは本編ではカットされている。これは監督の福田純が希望して撮影したものであったが、東宝映像社長の田中友幸により反対されたという。そのほか、メガロにキックを放つ際にはVサインを出す。脚本では、ゴジラが怪獣島で「ピンポンパン体操」をするという描写も存在した。
ピアノ線による吊りで、とび蹴りやボディーアタックなど、キャッチコピーにあるとおりの「ウルトラC」技が多く描かれた。特技監督の中野昭慶は、本作品のパンフレットで人類の味方となったゴジラが放射熱線を武器とすることに否定的な意見を述べており、ドロップキックを新たな必殺技と想定していた。
怪獣島から出撃するシーンは、レッチ島のシーンを逆版使用している。

## 『ゴジラ対メカゴジラ』
東京湾のコンビナート地帯で暴れるにせゴジラ（自分に化けたメカゴジラ）の前に、闘争本能のままにスパークを起こした倉庫を砕いて突如出現し、放射熱線を浴びせて正体を暴くが、激闘のすえに痛み分けとなって海中に没する。ある岩礁で傷を癒しながら強烈な落雷を吸収して電磁石のように凄まじいまでの磁気を帯びた帯電体質となったあと、沖縄玉泉洞奥にあったメカゴジラの基地に上陸する。キングシーサーとともにメカゴジラと再戦し、体内の電気による磁力と怪力でメカゴジラを吸い寄せ、強引に頭部を破壊して倒す。

### 造型（対メカゴジラ）
スーツ
着ぐるみ（スーツ）は前作の流用。『流星人間ゾーン』で半年間撮影に使用されたあとであるため、全体的に大幅な補修が行われ、頭部も修正された。腰の部分の背びれは、上下の配列が異なり、順番が狂ってつけ直されている。監督助手の川北紘一は、にせゴジラも含めて造形面での質的な低さを嘆いている。
メカゴジラのミサイル攻撃を浴びるシーンでは、着ぐるみの首に穴を開けてホースを仕込み、鮮血を噴水のように飛び散らせている。
ゴジラが沖縄に上陸するシーンや、ゴジラが海中から出現するシーンでは、にせゴジラとも異なるスーツが用いられているが、出処は不明。頭部の形状はメインスーツと大きく異なる。

にせゴジラ
にせゴジラには、単体では通常のゴジラのスーツが、本物と対峙する際はアトラクション用の着ぐるみが流用された。特撮監督の中野昭慶は、後者はゴジラとの違いを明確にするため、あえて顔つきが違うものにしたと述べている。

### 撮影・演出（対メカゴジラ）
殺陣は西部劇を意識している。中野は磁力の設定について、メカゴジラは鉄そのものではないが金属製であることをわかりやすく表現したと述べている。また、中野はゴジラが流血しながらも攻撃に耐えている姿を描くことにより、メカゴジラの最後の爆発を印象的にしたかったとも述べているが、撮影では煙の量が多すぎてしまい、数度撮り直しになったという。これらの演出に対しては否定的な意見も見られる。
バリヤーに触れたゴジラの手が煙を吹くシーンでは、四塩化チタンを用いている。この際には、液状の四塩化チタンがメカゴジラにもかかってしまい、合成で目立たないもののメカゴジラ側からも煙が出ている。
磁力を得たゴジラの背後が火花に包まれるシーンでは、フライヤーと呼ばれる発光する火薬を用いている。
なお、破李拳竜が自身のTwitterにて明かしたところによれば、ゴジラ役に図師勲を推薦したのは当時助監督（監督助手）だった川北であり、「『ウルトラマンA』の時に超獣を演じていたことから、図師を紹介した」との旨を語っていたという。

## 『メカゴジラの逆襲』
横須賀港でチタノザウルスと対決した後、都市部でメカゴジラ2とチタノザウルスを同時に相手する。チタノザウルスの打撃とメカゴジラ2のフィンガーミサイルによって一度は生き埋めにされるが復活し、人間たちの助けによってチタノザウルスがヘリコプターの超音波で苦しんでいる隙にメカゴジラ2と一騎討ちを展開する。メカゴジラ2のオールウェポン攻撃に遭うが、メカゴジラ2をコントロールしていた女性サイボーグ真船桂が自殺したあと、機体の制御不能や放射熱線の防御不能になっていたメカゴジラ2を投げ飛ばし、放射熱線で粉砕する。ムガール隊長らブラックホール第三惑星人の乗る宇宙船を撃墜したあと、チタノザウルスを放射熱線で追撃して海中に沈め、海へ帰ってゆく。

### 造型（メカゴジラの逆襲）
スーツ
着ぐるみ（スーツ）は引き続き『ゴジラ対メガロ』からの流用。これまでの作品のほか、キャンペーンなどでも酷使されており、体型は崩れてきている。制作発表会の時点では、本作撮影のための大改修が施される前の前作のままの状態となっており、資料によってはこの時のスチールが用いられている。前作撮影終了後に映画宣伝などで酷使されたことで傷んでおり、黒いスプレーで補修したことでスーツ全体に黒い印象が残る。背びれの周囲は銀色になっている。
頭が改修されており、目つきが鋭くなっている。しかし、顔から倒れこむシーンで顔がひしゃげてしまっている。関山によれば、顔内部のフラットバーが潰れてしまい、修復できなかったという。
ラストの海へ帰るゴジラのシーンには、前作でにせゴジラとして使用されたアトラクション用の着ぐるみが使用されている。
その後、1977年の東宝チャンピオンまつりのキャンペーンなどでもこのスーツが用いられている。

### 撮影・演出（メカゴジラの逆襲）
本作品では人間ドラマと敵側の描写に重点を置いているため、ゴジラの出番は少ない。
特撮監督の中野昭慶は、シリーズの終了が決まっていたため、原点回帰として怖いゴジラを目指したと証言している。また、ラストシーンの夕日は、ゴジラへのはなむけであったと述べている。
前作のような流血描写がない一方で、ゴジラがメカゴジラのミサイルをくらい口から煙が上がるという描写が存在する。このシーンについて中野は、ゴジラが流血して七転八倒するような描写は撮りたくなかったとしつつ、流血を避けるためではなく致命的な描写が何か検討した結果だと述べている。
ゴジラの背中にナパームの火が引火するシーンがある。特殊効果助手の関山和昭によれば、ゴジラ役の河合徹が目標を見失って火薬側に向かってしまったためであったといい、カット後もなかなか火が消えなかったが、スーツが厚かったため大事には至らなかったという。